# Sistema monogenico
Un sistema meccanico si dice monogenico se tutte le forze (ad eccezione di quelle vincolari) sono derivabili da un potenziale scalare generalizzato, funzione delle coordinate, delle velocità e del tempo. Tale definizione è utile per poter enunciare il principio variazionale di Hamilton.
Nel caso particolare in cui il potenziale è una funzione esplicita delle sole coordinate il sistema è anche conservativo.
Nella meccanica lagrangiana, la proprietà di essere monogenico è una condizione necessaria per l'equivalenza di diverse formulazioni di principio. Se un sistema fisico è sia un sistema olonomo sia un sistema monogenico, allora è possibile derivare le equazioni di Lagrange dal principio di d'Alembert; è anche possibile derivare le equazioni di Lagrange dal principio di Hamilton.
Il termine fu coniato dal matematico ungherese Cornelius Lanczos nel suo libro The Variational Principles of Mechanics (1970).